# 吴向东 (1941年)
吴向东（1941年10月—），男，湖北天门人，中华人民共和国政治人物。湖南师范学院中文系毕业。

## 生平
1965年5月加入中国共产党。历任中共湖南省委副秘书长；中共益阳地委书记、中共邵阳市委书记；湖南省委政法委副书记；省委常委、政法委书记、省委秘书长、副书记；湖南省人大常委会副主任等职。2009年7月退休。